# Ludwik Birkenmajer
Ludwik Antoni Birkenmajer (ur. 18 maja 1855 w Lipsku, zm. 20 listopada 1929 w Krakowie) – polski historyk nauki, fizyk, astronom, pedagog, profesor Uniwersytetu Jagiellońskiego.

## Życiorys
Pochodził z rodziny o korzeniach niemieckich, osiadłej w Polsce w czasie wojen napoleońskich; był synem Józefa Hermana i Petroneli ze Stefanowskich. Kształcił się w Gimnazjum im. Franciszka Józefa we Lwowie (1865-1873), następnie studiował na Uniwersytecie Lwowskim fizykę i matematykę (do 1878). Uzupełniał studia na uniwersytecie w Wiedniu (1879-1880). W 1879 obronił doktorat na Uniwersytecie Lwowskim na podstawie pracy O ogólnych metodach całkowania funkcyj algebraicznych i przestępnych. Od 1878 przez kilkadziesiąt lat był nauczycielem matematyki i fizyki w gimnazjum rolniczym w Czernichowie koło Krakowa. W 1897 dzięki wysokim osiągnięciom naukowym mianowano go profesorem na Uniwersytecie Jagiellońskim, z którym pozostał związany do końca życia.
Był na uniwersytecie początkowo profesorem nadzwyczajnym, od 1919 profesorem zwyczajnym; kierował Katedrą Historii Nauk Ścisłych, wykładał historię matematyki, fizyki, astronomii i geografii fizycznej. W 1893 został powołany na członka korespondenta AU, w 1927 – członka czynnego PAU. W 1901 był w gronie założycieli Komisji Bibliograficznej AU, w latach 1910-1913 pełnił funkcję sekretarza Komisji Historii Nauk Matematyczno-Przyrodniczych AU, a następnie PAU (krótko przed śmiercią został przewodniczącym tej komisji). Był również członkiem Towarzystwa Naukowego w Toruniu oraz Międzynarodowej Unii Astronomicznej w Oksfordzie. W 1923 brał aktywny udział w obchodach rocznicowych 450-lecia urodzin Kopernika, wygłosił wówczas serię odczytów, m.in. w Krakowie, Toruniu, Poznaniu i Warszawie.
Przeprowadził analizę dzieła Kopernika O obrotach sfer niebieskich; doszedł do wniosku, że teoria heliocentryczna powstała przed poznaniem przez Kopernika dzieła Ptolemeusza Almagest. Opracował materiały biograficzne z życia Kopernika do 1500, a także odkrył nieznany wcześniej list astronoma do króla Zygmunta Starego w sprawie zakonu krzyżackiego. Zajmował się również dorobkiem naukowym Marcina z Olkusza. Opracował historię geodezji i grawimetrii. Przygotował do druku m.in. Misura universale Tito Livio Burattiniego (1897), Geometrię praktyczną Marcina Króla z Żurawicy (1895), Commentariolum super theoreticas planetarum Wojciecha z Brudzewa (1900). Ponadto w pracy naukowej zajmował się fizyką teoretyczną, astronomią, funkcjami algebraicznymi i geofizyką.
W 1883 zdobył nagrodę konkursową AU w dziedzinie geometrii. Był m.in. odznaczony szwedzkim Orderem Gwiazdy Polarnej oraz Krzyżem Komandorskim Orderu Odrodzenia Polski (2 maja 1924) „w uznaniu zasług, położonych dla Rzeczypospolitej Polskiej na polu nauki”. Został pochowany na cmentarzu Rakowickim w Krakowie.
Był protoplastą znanej rodziny uczonych. Ożenił się z Zofią, córką Franciszka Karlińskiego, profesora astronomii UJ (odziedziczył po teściu zbiór książek matematycznych i fizycznych); synami Ludwika i Zofii byli:
- Aleksander Ludwik (historyk kultury i nauk ścisłych, bibliotekoznawca),
- Józef (poeta, tłumacz, historyk literatury),
- Alfred (major Wojska Polskiego, pracownik wywiadu wojskowego, dziennikarz)
- Wincenty (nauczyciel polonista, taternik).

Wnukiem Ludwika był Krzysztof Birkenmajer (profesor geologii).

## Publikacje
Niektóre publikacje naukowe:
- O rozszerzalności ciał (1876)
- O całkowaniu algebraicznem funkcyj algebraicznych (1879)
- O przezroczystości powietrza (1879)
- O kształcie i grawitacyi sferoidu ziemskiego (1885)
- Marcin Bylica z Olkusza oraz instrumenta astronomiczne, legowane przez niego Uniwersytetowi Jagiellońskiemu w roku 1493 (1892-1893)
- Mikołaj Kopernik. Studya nad pracami Kopernika oraz materyały biograficzne (1900)
- Marco Beneventano, Kopernik, Wapowski a najstarsza karta geograficzna Polski (1901)
- Mikołaj Kopernik jako uczony, twórca i obywatel (1923)
- Stromata Copernicana (1924)
- Mikołaj Wodka z Kwidzyna, zwany Abstemius (1926)